# Мехмед VI

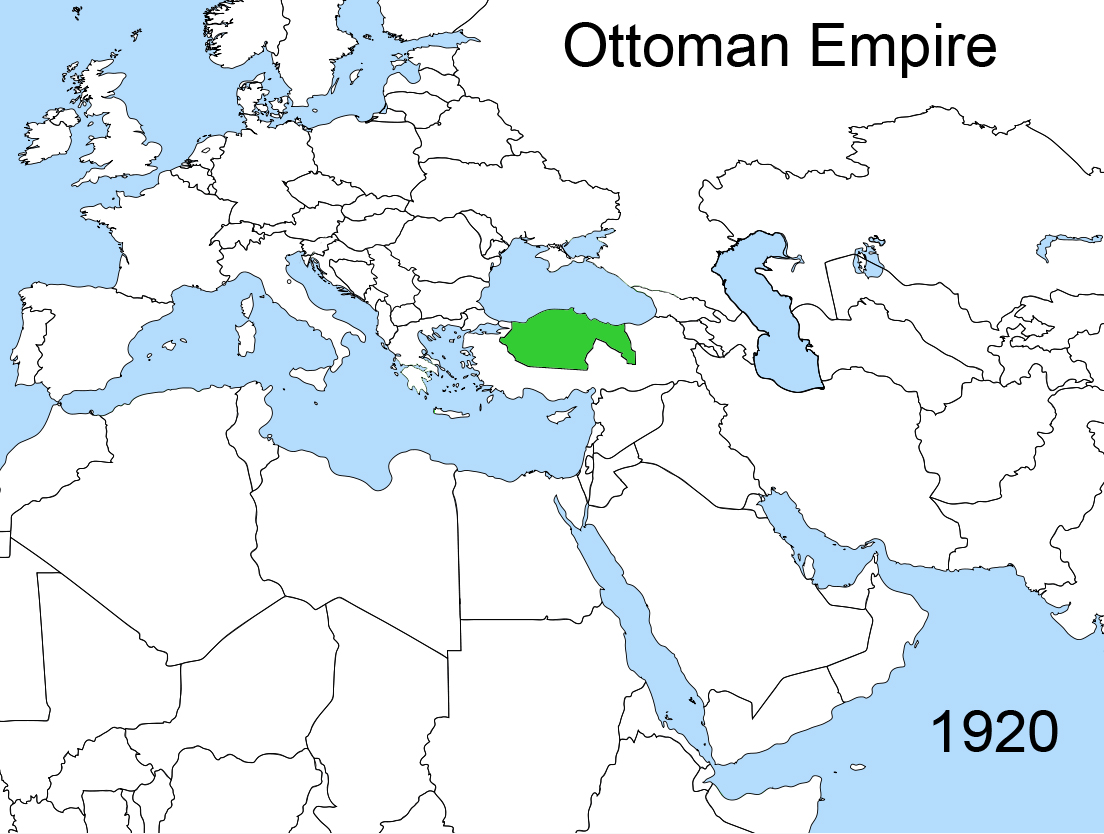
Османская империя в 1920 году

Мехме́д VI Вахидедди́н (осман. محمد سادس‎ / Mehmed-i Sadis, тур. Altıncı Mehmet, Mehmet Vahideddin) 14 января 1861[…], Стамбул — 16 мая 1926[…], Сан-Ремо, Лигурия) — 36-й и последний султан Османской империи (1918—1922), 101-й халиф, правивший в период раздела государства.

## Биография
Сын султана Абдул-Меджида I. Вступил на престол во время заключительного этапа Первой мировой войны, в которой Османская империя участвовала на стороне Германии. К лету 1918 года военное положение империи было крайне тяжёлым.
В это время близилась к завершению Первая мировая война. Англичане развивали наступление в Сирии, овладели Дамаском и Халебом. В сентябре—октябре 1918 основные силы османской армии в Палестине, Сирии и Ираке были разгромлены английскими войсками, а после капитуляции Болгарии войска Салоникского фронта союзников были готовы наступать на Константинополь. 30 октября 1918 г. на борту английского линкора «Агамемнон» в заливе Мудрос представители младотурок подписали с победителями перемирие, равносильное по своей сути акту о капитуляции. По его условиям, турецкая армия должна была сложить оружие и приступить к демобилизации. Арабские провинции империи — Ирак, Сирия, Палестина, Трансиордания, Египет, страны Аравийского полуострова и Ливия отделялись от Турции и становились подмандатными территориями держав Антанты.
Поражение в войне положило конец десятилетнему правлению младотурок. 8 октября ушёл в отставку кабинет младотурок во главе с Талаат-пашой, новое правительство начало переговоры с союзниками о перемирии. 31 октября 1918 года было заключено Мудросское перемирие, фактически являвшееся безоговорочной капитуляцией Османской империи. Согласно условиям перемирия, османская армия подлежала демобилизации, флот должен был быть передан союзникам, державы Антанты получили право оккупировать район проливов и любые иные районы по своему усмотрению. В ночь на 3 ноября 1918 года лидеры младотурок бежали в Германию, а партия «Единение и прогресс» объявила о своем самороспуске. 13 ноября эскадра союзных кораблей пришла в Константинополь и высадила десант, который взял столицу под свой контроль. 14 ноября войска союзников вступили в столицу.
21 декабря 1918 года Мехмед VI распустил парламент и назначил великим везирем своего шурина Дамад-Ферид-пашу, сторонника соглашения с союзниками любой ценой. Османское (султанское) правительство стало марионеткой в руках оккупационных властей во главе с верховным комиссаром Антанты в Константинополе. В мае 1919 года греческие войска оккупировали Смирну и прилегающий район.
В сложившейся ситуации в Анатолии началось освободительное движение, которое возглавил Мустафа Кемаль паша. В 1919 году конгресс «обществ защиты прав» в Сивасе потребовал обеспечения турецкого суверенитета в пределах границ, предусмотренных Мудросским соглашением, и созыва парламента. В январе 1920 года был созван новый состав парламента, в котором большинство оказалось у сторонников Мустафы Кемаля. 16 марта парламент был разогнан британскими войсками. В ответ на это Мустафа Кемаль и его сторонники создали в Анкаре новый парламент — Великое национальное собрание (ВНСТ), объявившее себя единственной законной властью в стране. Было объявлено, что султан «находится в плену у неверных» и поэтому его приказы не подлежат исполнению. В связи с этим султан объявил Мустафу Кемаля мятежником, ему был заочно вынесен смертный приговор.
В начале 1919 г. к власти пришла оппозиционная младотуркам партия «Свобода и согласие», придерживавшаяся английской ориентации. Однако фактически под контролем центрального правительства находился только район вокруг столицы. Тотчас после заключения Мудросского перемирия в различных районах Анатолии стали возникать патриотические общества, выступавшие против расчленения страны и за сохранение турецкой государственности. В сентябре 1919 г. в Сивасе состоялся всетурецкий конгресс Общества защиты права Анатолии и Румелии. Здесь был избран Представительный комитет во главе с Мустафой Кемаль-пашой, который сосредоточил в своих руках фактически всю власть в стране, за исключением Стамбула и оккупированных иностранцами территорий. Конгресс принял постановление, в котором указывалось, что турецкие провинции, находившиеся в пределах границ, определенных Мудросским перемирием, составляют единое, неделимое целое, ни одна часть которого не может быть отторгнута от османского государства ни под каким предлогом.
В январе 1920 года в Константинополе начал свои заседания османский парламент, выступивший вскоре со сходным заявлением. Однако победители вынашивали другие планы и открыто готовились к расчленению Турции. С согласия султана Мехмеда VI 16 марта 1920 года в Константинополе высадились английские войска, и город был официально объявлен оккупированным. Парламент был распущен, депутаты арестованы. В ответ в апреле 1920 г. в Анкаре собрался патриотический меджлис, получивший название Великого национального собрания Турции. Его председателем стал Мустафа Кемаль-паша. 3 мая было образовано правительство, также во главе с Кемаль-пашой. Действия турецких патриотов победители расценили как мятеж, подавление которого было поручено Греции.
В июне 1920 года греческая армия выступила из Смирны, заняла Балыкесир, Бурсу и начала наступление в глубь Анатолии. В том же месяце другая греческая армия заняла Адрианополь. В августе в Севре (близ Парижа) между султанским правительством и державами-победительницами был подписан окончательный мирный договор. По его условиям Восточная Фракия и Эдирне, а также Смирна должны были отойти Греции, Мосул — Англии, Искендерун — Франции. На востоке предусматривались отделение Западной Армении, а также отделение Курдистана.
Сторонники Мехмеда VI и его правительства с помощью англичан попытались создать так называемую «халифатскую армию» под командованием Сюлейман Шефик-паши для борьбы с кемалистами, также им удалось поднять ряд восстаний на контролируемых кемалистами территориях. Но при первых же столкновениях с войсками кемалистов халифатская армия потерпела поражение, часть её перешла на сторону кемалистов. После этого страны Антанты сделали ставку на прямую интервенцию силами греческой армии, которая в июне 1920 года оккупировала Восточную Фракию и повела наступление из Измира вглубь Анатолии. 10 августа 1920 года султанское правительство подписало Севрский договор, фактически означавший расчленение территорий империи. ВНСТ не признало договор и объявило подписавших его изменниками. В ходе греко-турецкой войны 1919—1922 греческие интервенты после некоторых первоначальных успехов потерпели поражение.

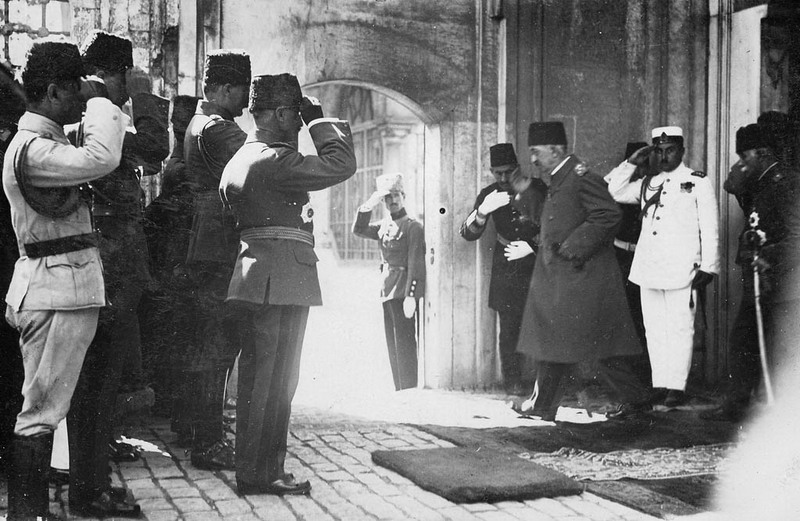
Отъезд Мехмеда VI, 1922

1 ноября 1922 года ВНСТ приняло закон о разделении султаната и халифата, при этом султанат упразднялся. Так закончилась более чем шестивековая история Османской империи.
16 ноября 1922 года Мехмед VI, формально ещё остававшийся халифом, обратился к британским военным властям с просьбой вывезти его из Константинополя. 17 ноября он покинул Константинополь на борту британского линкора «Малайя», который доставил его на Мальту. Через два дня после этого ВНСТ лишило Мехмеда VI Вахидеддина титула халифа.
В 1923 бывший султан совершил паломничество в Мекку, позднее жил в Италии. Умер в Сан-Ремо в 1926. Похоронен в Дамаске.

## Семья
Турецкий историк Недждет Сакаоглу в своей книге «Султанши этого имущества», в которой описаны биографии женщин и дочерей султанов, отмечает, что ни самого Вахидеддина, ни его жён и детей нет в «Реестре Османов» Сюреи Мехмед-бея, поскольку этот многотомник был завершён гораздо раньше рождения Мехмеда VI. Сакаоглу также отмечает, что турецкий историк Чагатай Улучай, проводивший архивные исследования о жёнах падишахов в работе «Жёны и дочери султанов» пишет, что никаких официальных записей о жёнах последнего падишаха он не встречал. Однако османист Энтони Алдерсон в «Структуре Османской династии», ссылаясь на мемуары Сафие Унювар «Мои дворцовые воспоминания» и письмо историка Йылмаза Озтуны, указывает пятерых жён, трёх дочерей и сына Мехмеда Вахидеддина.
Жёны и дети:
- Эмине Назикеда Кадын-эфенди (9 октября 1866 — 4 апреля 1941) — по слухам, происходила из черкесской княжеской семьи Маршан-Абаза[6]. Брак заключён 8 июня 1885 года.
  - Мюнире/Фенире-султан (1888 - 1888, две недели спустя) — умерла в младенчестве.
  - Фатьма Ульвие-султан (12 сентября 1892 — 25 января 1967) — была дважды замужем. Первым браком с 10 августа 1916 года за сыном великого визиря Ахмеда Тевфика-паши Исмаилом Хаккы-беем, от которого родила дочь Суаде Хюмейру; брак окончился разводом 21 июня 1922 года[7]. Вторым браком с 1 ноября 1923 года за Али Хайдар-беем, позднее взявшим фамилию Гермияноглу; брак был бездетным.
  - Рукие Сабиха-султан (19 марта 1894 — 26 августа 1971) — с 29 апреля 1920 года была замужем за своим троюродным братом Омером Фаруком-эфенди, сыном последнего халифа Абдул-Меджида II и Шехсувар Кадын-эфенди. В браке с Омером Фаруком Рукие Сабиха родила троих дочерей. Брак завершился разводом в 1948 году.
- Сение Инширах Ханым-эфенди (10 июля 1887 — 10 июня 1930) — брак заключён 8 июля 1905 года. Разведена 17 ноября 1909 года[8].
- Шадие Мюведдет Кадын-эфенди (12 октября 1893—1951) — брак заключён 25 апреля 1911 года.
  - Мехмед Эртугрул-эфенди (10 сентября 1912— 2 июля 1944) — женат не был, детей не имел.
- Айше Неваре Ханым-эфенди (4 мая 1901 — 22 апреля 1992) — брак заключён 20 июня 1918 года. Разведена в 20 мая 1924 года.
- Нимет Невзад Ханым-эфенди (2 марта 1902 — 23 июня 1992) — брак заключён 1 сентября 1921 года. Автор мемуаров «От Йылдыза до Сан-Ремо».

Сакаоглу пишет, что в первые дни после упразднения султаната Вахидеддин провёл тайные приготовления и 17 ноября 1922 года сбежал, при этом его семья и невольницы, не знавшие о происходящем, остались в гареме дворца Йылдыз беззащитными. Халиф Абдулмеджид-эфенди поселил их в покоях дворца в Ортакёе. В 1924 году жёны Назикеда и Мювюддет и дочери Сабиха и Ульвие покинули Турцию вместе с другими членами Династии.